# 야마시타 신지
야마시타 신지(일본어: 山下 真司, 1951년 12월 16일 ~ )는 일본의 배우이다.

## 출연작

### TV 드라마
- 2013년 수전전대 쿄류저 - 키류 단테츠

### 영화
- 수전전대 쿄류저 vs. 고버스터즈 공룡대결전 안녕히 영원한 친구여 - 키류 단테츠
- 열차전대 토큐저 vs. 쿄류저 The Movie - 키류 단테츠